# Liste von in der DDR hingerichteten Personen
Die Liste von in der DDR hingerichteten Personen bietet einen Überblick über die in der Zeit der deutschen Teilung auf dem Territorium der Deutschen Demokratischen Republik hingerichteten Personen.
Von 1949 bis 1981 wurde in der DDR die Todesstrafe vollstreckt. 166 Personen wurden auf Grund gerichtlicher Urteile hingerichtet. 1987 wurde die Todesstrafe abgeschafft.

## Hinrichtungsstätten
Hinrichtungen in der DDR fanden ab 1952 in einer zentralen Hinrichtungsstätte statt. Diese befand sich anfangs in Dresden im Gebäude des ehemaligen königlich-sächsischen Landgerichts, wo man die Todesurteile mit einem Fallbeil („Guillotine“) aus der Zeit des Nationalsozialismus vollstreckte. Die Leichen wurden im Krematorium des Urnenhains Tolkewitz verbrannt, die Urnen auf demselben Friedhof auf einem unbepflanzten Teil der „Sammelstelle C, Feld III“ anonym beigesetzt. 1957 übernahm die TH Dresden das Gerichtsgebäude, die zentrale Hinrichtungsstätte kam nach Leipzig in die Justizvollzugsanstalt, welche im ehemaligen Königlichen Landgericht untergebracht war. Die Hinrichtungen erfolgten zunächst weiterhin mit dem Fallbeil, seit 1968 jedoch durch den „Unerwarteten Nahschuß“. Als Henker fungierte von 1969 bis 1981 der Hauptmann Hermann Lorenz. Auch die Leichen der in Leipzig Hingerichteten wurden nicht den Angehörigen übergeben, sondern unter größter Geheimhaltung zum nahe gelegenen Südfriedhof gebracht und anonym verbrannt.

## Zahlen
|                                | 1945–1981   | 1945–1981 | 1949–1981   | 1949–1981 | 1959–1981   | 1959–1981 |
| verhängt                       | vollstreckt | verhängt  | vollstreckt | verhängt  | vollstreckt |           |
| ------------------------------ | ----------- | --------- | ----------- | --------- | ----------- | --------- |
| Summe                          | 372         | 206       | 227         | >160      | 65          | 64        |
| NS-Verbrechen (NS)             | 136         | 88        | ?           | 64        | 18          | 18        |
| Politische Straftaten (Po)     | 72          | 52        | ?           | 52        | 11          | 11        |
| (Sonstige) Tötungsdelikte (Tö) | 164         | 66        | ?           | 44        | 36          | 35        |

## Liste der Hingerichteten (Auszug)
Die folgende Tabelle listet einen Teil der Personen auf, die durch deutsche Gerichte zum Tode verurteilt und in der Deutschen Demokratischen Republik hingerichtet wurden. Von der sowjetischen Besatzungsarmee vollzogene Hinrichtungen sind nicht berücksichtigt (Tö = Tötungsverbrechen, NS = nationalsozialistische Verbrechen, Po = politische Straftat, OG = Oberstes Gericht der DDR, LG = Landgericht, BG = Bezirksgericht).
| Datum         | Person                             | Tat | Gericht                      | Anmerkung |
| ------------- | ---------------------------------- | --- | ---------------------------- | --- |
| 23. Mai 1950  | Paul Spiecker (45)                 | NS  | LG Magdeburg                 | SS-Offizier und Mitarbeiter des KZ Flossenbürg, am 27. Februar 1948 zum Tode verurteilt und mit dem Fallbeil hingerichtet. |
| 26. Juli 1950 | Willi Kimmritz (38)                | Tö  | LG Potsdam                   | Wegen mehrfachen Mordes und Vergewaltigungen am 18. Februar 1949 zum Tode verurteilt und in Frankfurt/Oder mit dem Fallbeil hingerichtet. |
| 4. Nov. 1950  | Paul Coijanovic (42)               | NS  | LG Chemnitz                  | Informant der Gestapo; in den Waldheimer Prozessen zum Tode verurteilt und in Waldheim hingerichtet. |
| 4. Nov. 1950  | Friedrich Duda (54)                | NS  | LG Chemnitz                  | Leutnant der Polizei in Warschau; in den Waldheimer Prozessen zum Tode verurteilt und in Waldheim hingerichtet. |
| 4. Nov. 1950  | Friedrich Beyerlein (51)           | NS  | LG Chemnitz                  | Mitglied der Gestapo in Dresden und Krakau; in den Waldheimer Prozessen zum Tode verurteilt und in Waldheim hingerichtet. |
| 4. Nov. 1950  | Karl Geppert (56)                  | NS  | LG Chemnitz                  | Mitglied der NSDAP; in den Waldheimer Prozessen zum Tode verurteilt und in Waldheim hingerichtet. |
| 4. Nov. 1950  | Hermann Hahn (68)                  | NS  | LG Chemnitz                  | Mitglied der NSDAP; in den Waldheimer Prozessen zum Tode verurteilt und in Waldheim hingerichtet. |
| 4. Nov. 1950  | Friedrich Heinicke (58)            | NS  | LG Chemnitz                  | Kommandant im Wehrmachtsgefängnis Torgau-Brückenkopf; in den Waldheimer Prozessen zum Tode verurteilt und in Waldheim hingerichtet. |
| 4. Nov. 1950  | Ernst Heinicker (43)               | NS  | LG Chemnitz                  | stellvertretender Lagerkommandant des Konzentrationslagers Hohnstein; in den Waldheimer Prozessen zum Tode verurteilt und in Waldheim hingerichtet. |
| 4. Nov. 1950  | Kurt Hentschel (59)                | NS  | LG Chemnitz                  | Mitglied der NSDAP; in den Waldheimer Prozessen zum Tode verurteilt und in Waldheim hingerichtet. |
| 4. Nov. 1950  | Alfred Herzog (58)                 | NS  | LG Chemnitz                  | Mitglied der NSDAP; in den Waldheimer Prozessen zum Tode verurteilt und in Waldheim hingerichtet. |
| 4. Nov. 1950  | Ernst Kendzia (56)                 | NS  | LG Chemnitz                  | „Treuhänder der Arbeit“ für Wartheland und Posen; in den Waldheimer Prozessen zum Tode verurteilt und in Waldheim hingerichtet. |
| 4. Nov. 1950  | Wilhelm Klitzke (51)               | NS  | LG Chemnitz                  | Reichsanwaltschaft beim Volksgerichtshof als Sachbearbeiter; in den Waldheimer Prozessen zum Tode verurteilt und in Waldheim hingerichtet. |
| 4. Nov. 1950  | Heinrich Koplowitz (65)            | NS  | LG Chemnitz                  | 1941 Direktor der jüdischen Irrenanstalt; in den Waldheimer Prozessen zum Tode verurteilt und in Waldheim hingerichtet. |
| 4. Nov. 1950  | Arthur Mai (32)                    | NS  | LG Chemnitz                  | Informant für die Gestapo; in den Waldheimer Prozessen zum Tode verurteilt und in Waldheim hingerichtet. |
| 4. Nov. 1950  | Paul Müller (58)                   | NS  | LG Chemnitz                  | Polizeimeister; in den Waldheimer Prozessen zum Tode verurteilt und in Waldheim hingerichtet. |
| 4. Nov. 1950  | Hellmut Peitsch (43)               | NS  | LG Chemnitz                  | NS-Politiker; in den Waldheimer Prozessen (Hohnsteinprozess) zum Tode verurteilt und in Waldheim hingerichtet. |
| 4. Nov. 1950  | Erich Pietsch (45)                 | NS  | LG Chemnitz                  | Kreisleiter der NSDAP; in den Waldheimer Prozessen zum Tode verurteilt und in Waldheim hingerichtet. |
| 4. Nov. 1950  | Horst Rechenbach (38)              | NS  | LG Chemnitz                  | Oberfeldrichter; Mitglied der NSDAP; in den Waldheimer Prozessen zum Tode verurteilt und in Waldheim hingerichtet. |
| 4. Nov. 1950  | Rudolf Niejahr (61)                | NS  | LG Chemnitz                  | Oberlandesgerichtsrat beim OLG Stettin; Mitglied der NSDAP; in den Waldheimer Prozessen zum Tode verurteilt und in Waldheim hingerichtet. |
| 4. Nov. 1950  | Heinz Rosenmüller (61)             | NS  | LG Chemnitz                  | Staatsanwalt beim Sondergericht in Dresden; Mitglied der NSDAP; in den Waldheimer Prozessen zum Tode verurteilt und in Waldheim hingerichtet. |
| 4. Nov. 1950  | Walter Schmidt (65)                | NS  | LG Chemnitz                  | Rechtsanwalt in Werdau; Mitglied der NSDAP; in den Waldheimer Prozessen zum Tode verurteilt und in Waldheim hingerichtet. |
| 4. Nov. 1950  | Kuno Schneider (54)                | NS  | LG Chemnitz                  | Mitglied der NSDAP; in den Waldheimer Prozessen zum Tode verurteilt und in Waldheim hingerichtet. |
| 4. Nov. 1950  | Karl Friedrich Steinberg (53)      | NS  | LG Chemnitz                  | SS-Wachmann Konzentrationslager Auschwitz; SS-Unterscharführer; in den Waldheimer Prozessen zum Tode verurteilt und in Waldheim hingerichtet. |
| 4. Nov. 1950  | Helmut Uhlig (29)                  | NS  | LG Chemnitz                  | SS-Wachmann Konzentrationslager Sachsenhausen und Buchenwald; in den Waldheimer Prozessen zum Tode verurteilt und in Waldheim hingerichtet. |
| 4. Nov. 1950  | Gerhard Wischer (47)               | NS  | LG Chemnitz                  | Psychiater (T4-Gutachter); in den Waldheimer Prozessen zum Tode verurteilt und in Waldheim hingerichtet. |
| 10. Nov. 1950 | Werner Gladow (19)                 | Tö  | LG Berlin                    | Als Chef der Berliner Gladow-Bande, deren Überfälle mehrere Tote und Verletzte gefordert hatten, zum Tode verurteilt und in Frankfurt/Oder mit dem Fallbeil hingerichtet. |
| 10. Nov. 1950 | Kurt Gäbler                        | Tö  | LG Berlin                    | Als Mitglied der Gladow-Bande zum Tode verurteilt und in Frankfurt/Oder mit dem Fallbeil hingerichtet. |
| 10. Nov. 1950 | Gerhard Rogasch                    | Tö  | LG Berlin                    | Als Mitglied der Gladow-Bande zum Tode verurteilt und in Frankfurt/Oder mit dem Fallbeil hingerichtet. |
| 15. Nov. 1950 | August Hübscher (41)               | NS  | LG Halle                     | SS-Offizier und Mitarbeiter des KZ Buchenwald, am 19. September 1949 zum Tode verurteilt und mit dem Fallbeil hingerichtet. |
| 20. Feb. 1951 | Wilhelm Beyer (64)                 | NS  | LG Berlin                    | Beyer wurde im Plönzke-Prozess wegen seiner Beteiligung an im Juni 1933 während der Köpenicker Blutwoche verübten Mordtaten zum Tode verurteilt und in Frankfurt/Oder mit dem Fallbeil hingerichtet. |
| 20. Feb. 1951 | Gustav Erpel (49)                  | NS  | LG Berlin                    | Erpel, ein ehemaliger SA-Scharführer, wurde im Plönzke-Prozess wegen der Beteiligung an der Köpenicker Blutwoche zum Tode verurteilt und am 20. Februar 1951 in Frankfurt/Oder mit dem Fallbeil hingerichtet. |
| 20. Feb. 1951 | Erich Haller (56)                  | NS  | LG Berlin                    | Haller, ein ehemaliger SA-Angehöriger, wurde im Plönzke-Prozess wegen der Beteiligung an der Köpenicker Blutwoche zum Tode verurteilt und am 20. Februar 1951 in Frankfurt/Oder mit dem Fallbeil hingerichtet. |
| 20. Feb. 1951 | Fritz Letz (47)                    | NS  | LG Berlin                    | Letz, ein ehemaliger SA-Angehöriger, wurde im Plönzke-Prozess wegen der Beteiligung an der Köpenicker Blutwoche zum Tode verurteilt und am 20. Februar 1951 in Frankfurt/Oder mit dem Fallbeil hingerichtet. |
| 20. Feb. 1951 | Friedrich Plönzke (41)             | NS  | LG Berlin                    | Plönzke, ein ehemaliger SA-Angehöriger, wurde im Plönzke-Prozess wegen der Beteiligung an der Köpenicker Blutwoche zum Tode verurteilt und am 20. Februar 1951 in Frankfurt/Oder mit dem Fallbeil hingerichtet. |
| 20. Feb. 1951 | Paul Thermann (42)                 | NS  | LG Berlin                    | Thermann, ein ehemaliger SA-Angehöriger, wurde im Plönzke-Prozess wegen der Beteiligung an der Köpenicker Blutwoche zum Tode verurteilt und am 20. Februar 1951 in Frankfurt/Oder mit dem Fallbeil hingerichtet. |
| 23. Juni 1951 | Max Ernst Gröschel (58)            | NS  | LG Dresden                   | SS-Oberscharführer, wegen seiner Tätigkeit in den KZs Flossenbürg, Neuengamme, Ravensbrück und Kaiserwald zum Tode verurteilt und in Dresden mit dem Fallbeil hingerichtet. |
| 26. Juli 1952 | Willi Hack (40)                    | NS  | LG Dresden                   | SS-Obersturmführer und Kommandant des deutschen Arbeitslagers Schwalbe V in Berga/Elster. Zum Tode verurteilt und in Dresden hingerichtet. |
| 2. Aug. 1952  | Johann Burianek (38)               | Po  | OG                           | Als Hauptangeklagter in einem Schauprozess gegen Angehörige der Kampfgruppe gegen Unmenschlichkeit (KgU) wegen „Planung von Terror- und Diversionshandlungen“ zum Tode verurteilt und in Dresden mit dem Fallbeil hingerichtet. Erstes Todesurteil des OG. |
| 22. Aug. 1952 | Herbert Fink (26)                  | NS  | LG Bautzen                   | Wegen Ermordung von Häftlingen im KZ Auschwitz zum Tode verurteilt und in Dresden mit dem Fallbeil hingerichtet. |
| 30. Aug. 1952 | Julius Bergmann (58)               | NS  | LG Berlin                    | Ehemaliger SA-Führer in Berlin, wegen der Misshandlung von Gefangenen im Jahr 1933 vom Landgericht in Ost-Berlin 1951 zum Tode verurteilt und in Dresden mit dem Fallbeil hingerichtet. |
| 30. Aug. 1952 | Emil Nitz (64)                     | NS  | LG Berlin                    | Am 10. April 1951 vom Ost-Berliner Landgericht wegen NS-Verbrechen zum Tode verurteilt und in Dresden mit dem Fallbeil hingerichtet. |
| 6. Sep. 1952  | Wolfgang Kaiser (28)               | Po  | OG                           | In einem Schauprozess wegen der Bereitstellung von hochprozentigen Säuren, Brand- und Sprengsätzen sowie Gift für die Kampfgruppe gegen Unmenschlichkeit (KgU) zum Tode verurteilt und in Dresden mit dem Fallbeil hingerichtet. |
| 6. Sep. 1952  | Johann Muras                       | Po  | LG Mühlhausen                | In Dresden mit dem Fallbeil hingerichtet. Todesursache laut offiziellem Bestattungsschein: „akutes Herz- und Kreislaufversagen“. |
| 6. Sep. 1952  | Ernst Wilhelm                      | Po  | LG Mühlhausen                | In Dresden mit dem Fallbeil hingerichtet. Todesursache laut offiziellem Bestattungsschein: „akutes Herz- und Kreislaufversagen“. |
| 24. Jan. 1953 | Hermann Lindecke                   | Tö  | BG Magdeburg                 | In Dresden mit dem Fallbeil hingerichtet. Todesursache laut offiziellem Bestattungsschein: „Myocardinfarkt“. |
| 18. Juni 1953 | Alfred Diener                      | Po  | BG Weimar                    | In Weimar erschossen. |
| 3. Okt. 1953  | Kurt König                         | Po  | BG Leipzig                   | Wegen Militärspionage zum Tode verurteilt und in Dresden mit dem Fallbeil hingerichtet. |
| 5. März 1954  | Paul Bruno Rebenstock (48)         | Po  | OG                           | Offizier des MfS (Leiter der Kreisdienststelle Prenzlau); floh am 2. Februar 1953 aus dem disziplinarischen Gewahrsam nach West-Berlin; am 20. September 1953 bei einem konspirativen Treffen in Ost-Berlin verhaftet, zum Tode verurteilt und in Dresden mit dem Fallbeil hingerichtet (Todesursache „Herzmuskelinsuffizienz, Herzinfarkt“). |
| 20. März 1954 | Ernst Jennrich (42)                | Po  | BG Magdeburg                 | Nach dem Volksaufstand vom 17. Juni 1953 wegen „Mord am Volkspolizisten Georg Gaidzik“ zum Tode verurteilt und in Dresden mit dem Fallbeil hingerichtet. |
| 20. März 1954 | Christian Lange-Werner (39)        | Po  | BG Cottbus                   | Leutnant der Volkspolizei; wegen Spionage zum Tode verurteilt und in Dresden mit dem Fallbeil hingerichtet. |
| 10. Aug. 1954 | Horst Spalteholz (42)              | NS  | BG Frankfurt/Oder            | SS-Wachmann im Ghetto Tschenstochau. Wegen Misshandlung von polnischen Juden und Zivilisten zum Tode verurteilt und in Dresden mit dem Fallbeil hingerichtet. |
| 10. Aug. 1954 | Felix Wittig (51)                  | NS  | BG Frankfurt/Oder            | SS-Wachmann im Ghetto Tschenstochau. Wegen Misshandlung von polnischen Juden und Zivilisten zum Tode verurteilt und in Dresden mit dem Fallbeil hingerichtet. |
| 26. Aug. 1954 | Walter Linzner (58)                | NS  | BG Frankfurt/Oder            | SS-Wachmann im Ghetto Tschenstochau. Wegen Misshandlung von polnischen Juden und Zivilisten zum Tode verurteilt und in Dresden mit dem Fallbeil hingerichtet. |
| 30. Aug. 1954 | Georg Döring (40)                  | NS  | BG Frankfurt/Oder            | SS-Wachmann im Ghetto Tschenstochau. Wegen Misshandlung von polnischen Juden und Zivilisten zum Tode verurteilt und in Dresden mit dem Fallbeil hingerichtet. |
| 11. Nov. 1954 | Karli Bandelow (49)                | Po  | OG                           | In einem Spionage-Schauprozess (Gehlen-Prozess) zum Tode verurteilt und in Dresden mit dem Fallbeil hingerichtet. Todesursache laut offiziellem Bestattungsschein: „akutes Herz- und Kreislaufversagen“. |
| 11. Nov. 1954 | Ewald Misera (40)                  | Po  | OG                           | Als Mitangeklagter im Schauprozess gegen Karli Bandelow zum Tode verurteilt und zusammen mit ihm in Dresden mit dem Fallbeil hingerichtet. |
| 15. Apr. 1955 | Wilhelm Wolffl (44)                | NS  | BG Frankfurt/Oder            | SS-Wachmann in verschiedenen KZs. Wegen Misshandlung von polnischen Juden und Zivilisten zum Tode verurteilt und in Dresden mit dem Fallbeil hingerichtet. |
| 17. Mai 1955  | Heinz Georg Ebeling (41)           | Po  | BG Halle                     | Ehemaliger Mitarbeiter des MfS; in den Westen geflohen. Nach Ergreifung zum Tode verurteilt und in Dresden mit dem Fallbeil hingerichtet. |
| 17. Mai 1955  | Paul Köppe (40)                    | Po  | BG Cottbus                   | Kraftfahrer in der Hauptabteilung I des MfS; nach West-Berlin geflohen. Nach Ergreifung zum Tode verurteilt und in Dresden mit dem Fallbeil hingerichtet. |
| 4. Feb. 1955  | Karl Helmuth Theiner (41)          | NS  | StG Berlin                   | SS-Sanitäter in den KZs Dachau, Sachsenhausen, Vaivara und Gusen. Wegen Beteiligung an medizinischen Versuchen an Häftlingen sowie an der Erschießung von sowjetischen Kriegsgefangenen zum Tode verurteilt und in Dresden mit dem Fallbeil hingerichtet. |
| 29. Juni 1955 | Wilhelm Lehmann (43)               | Po  | OG                           | Wegen Spionage zum Tode verurteilt und in Dresden mit dem Fallbeil hingerichtet. |
| 29. Juni 1955 | Hans-Joachim Koch (40)             | Po  | OG                           | Als Mitangeklagter im Prozess gegen Wilhelm Lehmann zum Tode verurteilt und in Dresden mit dem Fallbeil hingerichtet. |
| 29. Juni 1955 | Gerhard Benkowitz (32)             | Po  | OG                           | In einem Schauprozess wegen „Spionage“ und Planung der Sprengung von unter anderem einer Talsperre zum Tode verurteilt und zusammen mit Hans-Dietrich Kogel in Dresden mit dem Fallbeil hingerichtet (KgU-Prozess). |
| 29. Juni 1955 | Hans-Dietrich Kogel (30)           | Po  | OG                           | Als Mitangeklagter im Schauprozess gegen Gerhard Benkowitz zum Tode verurteilt und zusammen mit ihm in Dresden mit dem Fallbeil hingerichtet (KgU-Prozess). |
| 26. Juli 1955 | Karl-Albrecht Tiemann (52)         | Po  | BG Cottbus                   | Wegen Zusammenarbeit mit westlichen Geheimdiensten zum Tode verurteilt und in Dresden mit dem Fallbeil hingerichtet. |
| 13. Sep. 1955 | Joachim Wiebach (29)               | Po  | OG                           | Wegen Militärspionage im RIAS-Prozess zum Tode verurteilt und in Dresden mit dem Fallbeil hingerichtet. |
| 14. Sep. 1955 | Bruno Krüger (31)                  | Po  | OG                           | 1953 nach West-Berlin geflüchteter Vernehmungsoffizier beim Staatssekretariat für Staatssicherheit (SfS) in Schwerin; 1954 nach Ost-Berlin entführt; zusammen mit seiner Frau Susanne verurteilt und in Dresden mit dem Fallbeil hingerichtet. |
| 14. Sep. 1955 | Susanne Krüger (29)                | Po  | OG                           | 1953 nach West-Berlin geflüchtete Sekretärin beim SfS in Schwerin; 1955 nach Ost-Berlin entführt; zusammen mit ihrem Mann Bruno verurteilt und in Dresden mit dem Fallbeil hingerichtet. |
| 23. Nov. 1955 | Elli Barczatis (43)                | Po  | OG                           | Wegen Spionage (formal „Boykotthetze“ nach Art. 6 der Verfassung) zusammen mit ihrem Geliebten Karl Laurenz zum Tode verurteilt und in Dresden mit dem Fallbeil hingerichtet. |
| 23. Nov. 1955 | Karl Laurenz (50)                  | Po  | OG                           | Wegen Spionage (formal „Boykotthetze“ nach Art. 6 der Verfassung) zusammen mit seiner Geliebten Elli Barczatis zum Tode verurteilt und in Dresden mit dem Fallbeil hingerichtet. |
| 23. Nov. 1955 | Karl Nellis (56)                   | Po  | OG                           | Wegen Spionage (formal „Boykotthetze“ nach Art. 6 der Verfassung) zum Tode verurteilt und in Dresden mit dem Fallbeil hingerichtet. |
| 22. Dez. 1955 | Heinz Friedemann (40)              | Po  | BG Cottbus                   | Wegen Spionage (Art. 6 der Verfassung) zum Tode verurteilt und in Dresden mit dem Fallbeil hingerichtet. |
| 22. Dez. 1955 | Willi Schmidt (26)                 | Po  | BG Cottbus                   | Wegen Spionage (Art. 6 der Verfassung) zum Tode verurteilt und in Dresden mit dem Fallbeil hingerichtet. |
| 13. Jan. 1956 | Ulrich Koslowsky (25)              | Po  | BG Halle                     | Polizeimeister der Volkspolizei; wegen Spionage für die KgU zum Tode verurteilt und in Dresden mit dem Fallbeil hingerichtet. |
| 11. Feb. 1956 | Werner Alfred Flach (31)           | Po  | BG Neubrandenburg            | Oberfeldwebel der Volkspolizei; wegen Spionage (Art. 6 der Verfassung) in Prenzlau zum Tode verurteilt und in Dresden mit dem Fallbeil hingerichtet. |
| 16. Mai 1956  | Sylvester Murau (49)               | Po  | BG Cottbus                   | Major des MfS, wurde nach seiner Flucht in den Westen, wo er mit westlichen Geheimdiensten zusammenarbeitete, zurück in die DDR entführt, zum Tode verurteilt und in Dresden mit dem Fallbeil hingerichtet. |
| 16. Mai 1956  | Horst Klinger (28)                 | Po  | BG Schwerin                  | Zahnarzt der Volkspolizei; wegen Spionage (Art. 6 der Verfassung) zum Tode verurteilt und in Dresden mit dem Fallbeil hingerichtet. |
| 16. Mai 1956  | Joachim Flegel (30)                | Po  | BG Schwerin                  | Zahnarzt der Volkspolizei; wegen Anwerbung von Klinger für den britischen Geheimdienst zunächst zu 15 Jahren Freiheitsstrafe, dann nach Kassationsantrag des Generalstaatsanwalts zum Tode verurteilt und mit dem Fallbeil hingerichtet. |
| 15. Jan. 1960 | Otto Bergemann (56)                | NS  | BG Potsdam                   | Wegen Mord und Mordversuch sowie wegen Beteiligung an Sonderkommandos zur Erschießung von Juden am 11. Juni 1959 zum Tode verurteilt und in Leipzig mit dem Fallbeil hingerichtet. |
| 12. Juli 1960 | Manfred Smolka (29)                | Po  | BG Erfurt                    | Wegen „Militärspionage“ zum Tode verurteilt und in Leipzig mit dem Fallbeil hingerichtet. |
| 14. Okt. 1960 | Emil Hellmann (52)                 | NS  | BG Karl-Marx-Stadt           | Wegen NS-Verbrechen zum Tode verurteilt und in Leipzig mit dem Fallbeil hingerichtet. |
| 14. Okt. 1960 | Kurt Obenaus (51)                  | NS  | BG Karl-Marx-Stadt           | Wegen NS-Verbrechen zum Tode verurteilt und in Leipzig mit dem Fallbeil hingerichtet. |
| 14. Okt. 1960 | Georg Ludwig (63)                  | NS  | BG Karl-Marx-Stadt           | Wegen NS-Verbrechen zum Tode verurteilt und in Leipzig mit dem Fallbeil hingerichtet. |
| 1. März 1961  | Kurt Goercke (53)                  | NS  | BG Neubrandenburg            | Als Kriegsverbrecher wegen der Ermordung von Zivilisten in der Sowjetunion zum Tode verurteilt und in Leipzig mit dem Fallbeil hingerichtet. |
| 16. Juni 1961 | Wilhelm Schäfer (SS-Mitglied) (49) | NS  | OG                           | SS-Hauptscharführer, stellvertretender Leiter der Lagerwäscherei im Konzentrationslager Buchenwald, wurde am 20. Mai 1961 in Berlin vom Obersten Gericht der DDR zum Tode verurteilt und in Leipzig mit dem Fallbeil hingerichtet |
| 10. Okt. 1961 | Karl Anton Hansel                  | Po  | BG Neubrandenburg            | Oberleutnant der Volkspolizei; wegen „Spionage im schweren Fall“ (§§ 14, 24 StEG) zum Tode verurteilt und in Leipzig mit dem Fallbeil hingerichtet. |
| 21. Okt. 1961 | Fritz Fehrmann (37)                | Po  | BG Frankfurt/Oder            | Oberleutnant der Volkspolizei; wegen „Spionage im schweren Fall“ (§§ 14, 24 StEG) zum Tode verurteilt und nach Ablehnung seines Gnadengesuchs in Leipzig mit dem Fallbeil hingerichtet (Todesursache „Schädelbasisfraktur“, nähere Umstände „Unfall“). Seine Frau Elisabeth wurde zu 10 Jahren Zuchthaus verurteilt, aber nach vier Jahren von der Bundesrepublik freigekauft. |
| 25. Jan. 1962 | Walter Praedel (50)                | Po  | BG Frankfurt/Oder            | Landarbeiter; nicht eindeutig geklärte Schreibweise, manchmal in den Gerichtsunterlagen auch „Prädel“ oder „Praedl“. Am 21. Dezember 1961 am Bezirksgericht Frankfurt/Oder wegen Brandstiftung an zwei mit Erntegut gefüllten Scheunen zum Tode verurteilt und am 25. Januar 1962 in Leipzig mit dem Fallbeil hingerichtet. Der Vorsitzende Richter Walter Ziegler wertete die Tat als besonders schwere politische Straftat, weil Praedel genossenschaftliche LPG-Scheunen am zwölften Jahrestag der DDR-Gründung in Brand gesteckt hatte. Der Prozess ist in großen Teilen auf Tonband überliefert und liegt im Archiv der Stasi-Unterlagen-Behörde (BStU). |
| 2. März 1962  | Christian Kunst                    | NS  | BG Schwerin                  | Wegen NS-Verbrechen zum Tode verurteilt und in Leipzig mit dem Fallbeil hingerichtet. |
| 21. Juni 1962 | Martin Bründel                     | NS  | BG Schwerin                  | Wegen NS-Verbrechen zum Tode verurteilt und in Leipzig mit dem Fallbeil hingerichtet. |
| 21. Juni 1962 | Gottfried Strympe                  | Po  | BG Dresden                   | Schuldunfähiger Pyromane, aus Propagandagründen zum Tode verurteilt und in Leipzig mit dem Fallbeil hingerichtet. |
| 12. Dez. 1962 | Horst Petri (49)                   | NS  | BG Erfurt                    | Leiter eines SS-Gutes wurde wegen NS-Verbrechen (u. a. Ermordung von Juden) zum Tode verurteilt und in Leipzig mit dem Fallbeil hingerichtet. |
| 19. Apr. 1963 | Ludwig Braun                       | Tö  | BG Karl-Marx-Stadt           | Wegen Sexualmordes am 14. Januar 1963 zum Tode verurteilt und in Leipzig mit dem Fallbeil hingerichtet. |
| 19. Apr. 1963 | Helmut Novovesky                   | Tö  | BG Erfurt                    | Wegen Mordes am 17. Januar 1963 zum Tode verurteilt und in Leipzig mit dem Fallbeil hingerichtet. |
| 18. Sep. 1963 | Karl Friedrich Oehlberg            | Tö  | BG Frankfurt/Oder            | Wegen Polizistenmordes am 17. Juni 1963 zum Tode verurteilt und in Leipzig mit dem Fallbeil hingerichtet. |
| 1. Feb. 1964  | Siegfried Teucher                  | Tö  | BG Dresden                   | Wegen Mordes am 18. September 1963 zum Tode verurteilt und in Leipzig mit dem Fallbeil hingerichtet. |
| 1. Feb. 1964  | Günther Sasse                      | Tö  | Stadtgericht Berlin          | Wegen Sexualmordes am 8. Oktober 1963 zum Tode verurteilt und in Leipzig mit dem Fallbeil hingerichtet. |
| 15. Apr. 1964 | Roland Puhr (50)                   | NS  | BG Neubrandenburg            | Wegen der Beteiligung an der Ermordung von Kriegsgefangenen im KZ Sachsenhausen zum Tode verurteilt und in Leipzig mit dem Fallbeil hingerichtet. |
| 8. Juli 1964  | Siegfried Rogge                    | Tö  | BG Halle                     | Wegen Sexualmordes am 10. April 1964 zum Tode verurteilt und in Leipzig mit dem Fallbeil hingerichtet. |
| 8. Juli 1964  | Joachim Säume                      | Tö  | BG Halle                     | Wegen Sexualmordes am 17. April 1964 zum Tode verurteilt und in Leipzig mit dem Fallbeil hingerichtet. |
| 4. Sep. 1964  | Siegfried Müller                   | Tö  | BG Magdeburg                 | Wegen Raubmordes am 24. April 1964 zum Tode verurteilt und in Leipzig mit dem Fallbeil hingerichtet. |
| 28. Jan. 1965 | Günter Feustel                     | Tö  | BG Gera                      | Wegen Mordes am 2. Oktober 1964 zum Tode verurteilt und in Leipzig mit dem Fallbeil hingerichtet. |
| 13. Okt. 1965 | Rudi Eflein                        | Tö  | BG Erfurt                    | Wegen Raubmordes am 30. April 1965 zum Tode verurteilt und in Leipzig mit dem Fallbeil hingerichtet. |
| 14. Dez. 1965 | Klaus Schuricht                    | Tö  | BG Dresden                   | Am 28. Mai 1965 wegen Doppelmordes zum Tode verurteilt und nach offiziellen Angaben in Leipzig mit dem Fallbeil hingerichtet. Nach Aussage von Zeugen soll Schuricht jedoch erst 1988 in der Strafanstalt Brandenburg-Görden eines natürlichen Todes gestorben sein. |
| 4. Feb. 1966  | Karl Diehl                         | Tö  | BG Cottbus                   | Wegen Sexualmordes am 5. Juni 1965 zum Tode verurteilt und in Leipzig mit dem Fallbeil hingerichtet. |
| 8. Juli 1966  | Ralf Albert                        | Tö  | BG Dresden                   | Wegen Raubmordes am 14. Februar 1966 zum Tode verurteilt und in Leipzig mit dem Fallbeil hingerichtet. |
| 8. Juli 1966  | Horst Fischer (53)                 | NS  | OG                           | Wegen seiner Tätigkeit als Lagerarzt im KZ Auschwitz III Monowitz zum Tode verurteilt und in Leipzig mit dem Fallbeil hingerichtet. |
| 19. Apr. 1967 | Ernst Zepernick                    | Tö  | BG Gera                      | Wegen Raubmordes am 12. Januar 1967 zum Tode verurteilt und in Leipzig mit dem Fallbeil hingerichtet. |
| 25. Mai 1967  | Helmut Scheithauer                 | Tö  | Ob. Militärstrafsenat Berlin | Wegen Doppelmordes am 15. April 1967 zum Tode verurteilt und in Leipzig mit dem Fallbeil hingerichtet. |
| 11. Aug. 1967 | Lothar Preisker                    | Tö  | BG Gera                      | Wegen Doppelmordes am 18. Februar 1967 zum Tode verurteilt und in Leipzig mit dem Fallbeil hingerichtet. |
| 6. Sep. 1967  | Paul Beirau                        | Tö  | BG Karl-Marx-Stadt           | Wegen Sexualmordes am 15. April 1967 zum Tode verurteilt und in Leipzig mit dem Fallbeil hingerichtet. |
| 6. Sep. 1967  | Günter Herzfeld                    | Tö  | BG Frankfurt/Oder            | Wegen Sexualmordes am 29. April 1967 zum Tode verurteilt und in Leipzig mit dem Fallbeil hingerichtet. (letzte Enthauptung in der DDR) |
| 3. Dez. 1968  | Edgar Schützler                    | Tö  | BG Erfurt                    | Wegen mehrfachen Mordes am 8. August 1968 zum Tode verurteilt und in Leipzig durch „unerwarteten Nahschuss“ hingerichtet. |
| 9. Apr. 1969  | Harry Krefft                       | Tö  | BG Rostock                   | Wegen mehrfachen Mordes am 27. November 1968 zum Tode verurteilt und in Leipzig durch „unerwarteten Nahschuss“ hingerichtet. |
| 28. Apr. 1969 | Kurt Willi Wachholz (59)           | NS  | StG Berlin                   | Aufseher des KZ Theresienstadt, vom Ostberliner Stadtgericht wegen Tötung von über 300 Häftlingen durch Erschlagen, Tottreten, Steinigen, Ertränken und der Teilnahme an der Erschießung von mindestens 183 Menschen in über 25 Erschießungsaktionen zum Tode verurteilt und in Leipzig durch „unerwarteten Nahschuss“ hingerichtet. |
| 29. Juli 1969 | Josef Blösche (57)                 | NS  | BG Erfurt                    | Wegen seiner Beteiligung als SS-Unterscharführer u. a. an der Liquidierung des Warschauer Ghettos und an der Bekämpfung des Warschauer Aufstandes zum Tode verurteilt; in Leipzig durch „unerwarteten Nahschuss“ hingerichtet. |
| 6. Jan. 1970  | Paul Rothemann                     | Tö  | BG Karl-Marx-Stadt           | Wegen Mordes am 29. September 1969 zum Tode verurteilt und in Leipzig durch „unerwarteten Nahschuss“ hingerichtet. |
| 22. Jan. 1970 | Karl-Heinz Dessow                  | Tö  | BG Erfurt                    | Wegen Mordes am 1. September 1969 zum Tode verurteilt und in Leipzig durch „unerwarteten Nahschuss“ hingerichtet. |
| 1. Okt. 1970  | Hilmar Swinka (32)                 | Tö  | StG Berlin                   | Als dreifacher Mörder am 22. Juni 1970 zum Tode verurteilt und in Leipzig durch „unerwarteten Nahschuss“ hingerichtet. |
| 17. Dez. 1970 | Georg Granzow                      | Tö  | BG Leipzig                   | Wegen Raubmordes am 22. Mai 1970 zum Tode verurteilt und in Leipzig durch „unerwarteten Nahschuss“ hingerichtet. |
| 8. Apr. 1971  | Heinrich Samek                     | Tö  | BG Schwerin                  | Wegen „besonders schwerem Terror gegen die Ordnung an der Staatsgrenze der DDR in Tateinheit mit Vorbereitung zum Mord und versuchtem ungesetzlichen gemeinschaftlichen Grenzübertritt“ am 22. Juni 1970 zum Tode verurteilt und in Leipzig durch „unerwarteten Nahschuss“ hingerichtet. |
| 15. Apr. 1971 | Werner Hildach                     | Tö  | BG Leipzig                   | Wegen Mordes am 12. November 1970 zum Tode verurteilt und in Leipzig durch „unerwarteten Nahschuss“ hingerichtet. |
| 25. Nov. 1971 | Hans Baumgartner (60)              | NS  | StG Berlin                   | Wegen Kriegsverbrechen und Verbrechen gegen die Menschlichkeit zum Tode verurteilt und in Leipzig durch „unerwarteten Nahschuss“ hingerichtet. |
| 25. Nov. 1971 | Elmo Becher                        | Tö  | BG Gera                      | Wegen Mordes 1971 zum Tode verurteilt und in Leipzig durch „unerwarteten Nahschuss“ hingerichtet. |
| 20. Jan. 1972 | Erhard Zahradnik                   | Tö  | BG Leipzig                   | Als zweifacher Mörder am 16. September 1971 zum Tode verurteilt und in Leipzig durch „unerwarteten Nahschuss“ hingerichtet. |
| 28. Apr. 1972 | Horst Schulz                       | Tö  | BG Rostock                   | Wegen Mordes am 25. Oktober 1971 zum Tode verurteilt und in Leipzig durch „unerwarteten Nahschuss“ hingerichtet. |
| 9. Juni 1972  | Burkhard Schmidt                   | Tö  | BG Halle                     | Wegen Raubmordes am 21. Mai 1971 zum Tode verurteilt und in Leipzig durch „unerwarteten Nahschuss“ hingerichtet. |
| 15. Sep. 1972 | Erwin Hagedorn (20)                | Tö  | BG Frankfurt/Oder            | Am 15. Mai 1972 vom Bezirksgericht Frankfurt (Oder) zum Tode verurteilter Mörder von drei Kindern; in Leipzig durch „unerwarteten Nahschuss“ hingerichtet. |
| 26. Sep. 1972 | Wolfgang Mischner                  | Po  | OG                           | Oberleutnant in der HA Personenschutz des MfS, der seine Frau ermordet hatte, wurde zum Tode verurteilt und in Leipzig durch „unerwarteten Nahschuss“ hingerichtet. |
| 3. Nov. 1972  | Hubert Schwerhoff (58)             | NS  | StG Berlin                   | Wegen Kriegsverbrechen und Verbrechen gegen die Menschlichkeit zum Tode verurteilt und in Leipzig durch „unerwarteten Nahschuss“ hingerichtet. |
| 17. Nov. 1972 | Manfred Horst Leisner              | Po  | OG                           | Zeitsoldat; besorgte sich Waffen für Republikflucht und verletzte durch Schusswaffeneinsatz zwei VP-Angehörige. Er wurde zum Tode verurteilt und in Leipzig durch „unerwarteten Nahschuss“ hingerichtet. |
| 8. Mai 1973   | Paul Hermann Feustel (73)          | NS  | StG Berlin                   | Gestapodienststellenleiter, der unter anderem nach dem Attentat auf Reinhard Heydrich den Befehl zur Erschießung von 42 tschechischen Bürgern gab. Er wurde zum Tode verurteilt und in Leipzig durch „unerwarteten Nahschuss“ hingerichtet. |
| 31. Mai 1973  | Albert Hugo Schuster (61)          | NS  | BG Karl-Marx-Stadt           | SS-Obersturmführer, wurde wegen der Beteiligung an Exekutionen in Polen als Kriegsverbrecher zum Tode verurteilt und in Leipzig durch „unerwarteten Nahschuss“ hingerichtet. |
| 10. Aug. 1973 | Klaus Jarosch                      | Tö  | BG Magdeburg                 | Wegen Mordes am 23. März 1973 zum Tode verurteilt und in Leipzig durch „unerwarteten Nahschuss“ hingerichtet. |
| 2. Okt. 1973  | Horst Günther Dohle                | Tö  | MOG Leipzig                  | Der Oberleutnant der Grenztruppen ermordete am 29. Oktober 1971 seine Frau und seine Tochter. Das MOG Leipzig verurteilte ihn am 22. Februar 1973 zum Tode. Nach Zurückweisung der Berufung wurde das Urteil in Leipzig durch „unerwarteten Nahschuss“ vollstreckt. |
| 2. Okt. 1973  | Werner Liebig                      | Tö  | BG Erfurt                    | Wegen Mordes am 6. Juni 1973 zum Tode verurteilt und in Leipzig durch „unerwarteten Nahschuss“ hingerichtet. |
| 30. Jan. 1975 | Karl Gorny (61)                    | NS  | BG Erfurt                    | Als Kriegsverbrecher zum Tode verurteilt und in Leipzig durch „unerwarteten Nahschuss“ hingerichtet. |
| 11. Juli 1975 | Egon Glombik                       | Po  | OG                           | Untersuchungsführer und Leutnant in der BV Cottbus des MfS, wegen Spionage für den Bundesnachrichtendienst zum Tode verurteilt und in Leipzig durch „unerwarteten Nahschuss“ hingerichtet. |
| 21. Okt. 1976 | Johannes Kinder (64)               | NS  | BG Karl-Marx-Stadt           | Für die Mitwirkung an der Ermordung Tausender sowjetischer Bürger als Kriegsverbrecher zum Tode verurteilt und in Leipzig durch „unerwarteten Nahschuss“ hingerichtet. Er hatte als Mitglied eines Einsatzkommandos mindestens 260 Menschen persönlich erschossen und sich an der Tötung von 214 psychisch kranken und z. T. behinderten Kindern und Jugendlichen in einem Gaswagen beteiligt. |
| 14. Dez. 1979 | Gert Trebeljahr (42)               | Po  | OG                           | Major des MfS, wurde nach Kontaktaufnahme zur Ständigen Vertretung der Bundesrepublik in Ost-Berlin, wo er um Fluchthilfe gebeten haben soll, wegen Spionage und Fahnenflucht zum Tode verurteilt und in Leipzig durch „unerwarteten Nahschuss“ hingerichtet. Die verantwortlichen DDR-Juristen Heinz Kadgien und Karl-Heinz Knoche wurden 1998 wegen Rechtsbeugung und Totschlags zu einer Freiheitsstrafe von je vier Jahren verurteilt. |
| 18. Juli 1980 | Winfried Baumann (50)              | Po  | OG                           | Fregattenkapitän a. D. im NVA-Nachrichtendienst, wegen Militärspionage zum Tode verurteilt. In Leipzig durch „unerwarteten Nahschuss“ hingerichtet. |
| 26. Juni 1981 | Werner Teske (39)                  | Po  | OG                           | Hauptmann in der HVA des MfS, wegen vorgeblich „begangener, vollendeter und vorbereiteter Spionage besonders schweren Falls in Tateinheit mit Fahnenflucht in schwerem Fall“ von einem Militärgericht zum Tode verurteilt und in Leipzig durch „unerwarteten Nahschuss“ hingerichtet. Letztes vollstrecktes Todesurteil in der DDR. |

## Sonstiges
In den Jahren 1950 bis 1953, den letzten Jahren der Diktatur Stalins, wurden in der DDR zahlreiche Menschen (meist Deutsche) aus politischen Gründen verhaftet, von sowjetischen Militärgerichten zum Tode verurteilt, in die Sowjetunion verschleppt und dort hingerichtet. Ihre Angehörigen wurden entweder bewusst falsch informiert oder bewusst nicht informiert. Viele Angehörige erfuhren erst nach der Wiedervereinigung von deren Hinrichtung.
1955 fällten DDR-Gerichte 22 Todesurteile in politischen Strafverfahren; 19 dieser Urteile wurden vollstreckt – das sind knapp 37 % aller vom SED-Staat im Bereich der politischen Strafverfolgung jemals vollstreckten Todesurteile.